# Valea Măcrișului
Valea Măcrișului – wieś w Rumunii, w okręgu Jałomica, w gminie Valea Măcrișului. W 2011 roku liczyła 1312 mieszkańców.